# Бретонвудски споразум
Бретонвудски споразум/систем (енгл. Bretton Woods system) међународни је споразум постигнут на конференцији представника 44 земље одржаној средином 1944. у Бретон Вудсу (у америчкој држави Њу Хемпшир), о решавању послератних монетарних и финансијских проблема, па је као такав и до данас остао као темељ међудржавних односа у тој сфери. На конференцији су основани Међународни монетарни фонд и Међународна банка за обнову и развој.

## Историја

### Основе споразума
Основе послератног међународног монетарног система постављене су на конференцији у Бретон Вудсу 1944. године. Тада су формиране две организације за међународну монетарну и финансијску сарадњу: Међународни монетарни фонд (ММФ) (енгл. International Monetary Fund (IMF)) и Међународна банка за обнову и развој (МБОР) (енгл. International Bank for Reconstruction and Development (IBRD)).
Фонд је требало да обезбеди сарадњу у области међународних плаћања и политике девизних курсева и да одобрава кредите за краткорочно уравнотежење платног биланса, а банка је добила задатак да омогући обнову и развој привреда земаља чланица.

### Карактеристике система
Међународни монетарни систем који је устаљен Бретонвудским споразумом назива се златно-девизни стандард (због важења злата и девиза као резерви). Имајући у виду важност Сједињених Америчких Држава и долара у овом раздобљу, овај систем се може назвати златно-доларски систем.
Наиме, долар је важио за званичну валуту у којој су се чувале резерве и имао је велику улогу у међународном платном промету. САД је имао највеће резерве злата, а за долар се могло купити апсолутно све.
САД су се у периоду од 1950. до 1957. суочавале са проблемом међународне ликвидности, дефицит платног биланса је растао, а залихе злата су се топиле. Смањује се глад за доларом, опада поверење у њега, а Савезне резерве своја потраживања конвертују у злато.
Године 1962. Савезне резерве су створиле фондове у валутама западноевропских земаља. Та средства се користе за откуп доларских потраживања од странаца и да би се смањио одлив злата. Предузете су још неке мере које су смањиле одлив девиза али нису га и отклониле.
Константни пораст међународне трговине и обим услуга и производа захтевали су већа девизна средства (несташица средстава међународног плаћања).
Решење се није могло тражити у дефлацији јер она није одговарала САД. Пољуљано поверење у долар и неадекватан механизам повећања међународне ликвидности наметали су потребу реформисања међународног монетарног система.
У периоду 1968—1973. уведена је двојна цена злата, за званичне трансакције остала је стара цена злата, а за приватне трансакције цена се слободно формирала на тржишту.
Године 1967. на састанку у Рио де Жанеиру усвојен је Први Амандман на Статут ИМФ-а. Одлучено је да се у оквиру фонда формира нови вид средстава за међународна плаћања, тзв. специјална права вучења (СПВ) — папирно злато.